# Your Computer
Ne pas confondre avec le magazine australien Your Computer (en)
 (décembre 2018).
Si vous disposez d'ouvrages ou d'articles de référence ou si vous connaissez des sites web de qualité traitant du thème abordé ici, merci de compléter l'article en donnant les références utiles à sa vérifiabilité et en les liant à la section « Notes et références ».
Your Computer est un magazine d'informatique britannique publié mensuellement de 1981 à 1988, et visant le marché florissant de l'ordinateur personnel. À un moment donné, il était, selon ses propres termes, "le magazine d'informatique domestique britannique le plus vendu". Il offrait un large éventail d'ordinateurs, et d'actualité, de programmes informatiques à saisir, et des critiques de logiciel et de matériel. Les critiques de matériel ont été notables couvrant un grand nombre de micro-ordinateurs sortis au début des années 1980.